# 〜なぜここにいるの?〜ごみ物語
『〜なぜここにいるの?〜ごみ物語』（なぜここにいるの ごみものがたり）は、2023年4月7日（6日深夜）から2024年3月29日（28日深夜）までテレビ朝日の『バラバラ大作戦』（木曜第2部）で放送されていたバラエティ番組。

## 概要
ごみ清掃員としても活躍している滝沢秀一（マシンガンズ）が、森田哲矢（さらば青春の光）、岡野陽一と共にごみ拾いしながら物語を妄想する番組。
企画担当の佐藤麻衣がごみ清掃芸人として知られている滝沢をテレビ局員の力を使って広めたい意図で起用、チーフディレクターとの打ち合わせで「好きな人を挙げてみて」と聞かれ森田、「もう1人誰かいないか」と聞かれ岡野を起用し、『お願い!ランキング presents そだてれび』を勝ち抜いた企画である。

## 出演者
- 滝沢秀一（マシンガンズ）
- 森田哲矢（さらば青春の光）
- 岡野陽一

## スタッフ

### レギュラー版（バラバラ大作戦）
- 企画：佐藤麻衣
- イラスト：高木絵理沙
- EED：山中健司、大﨑翔太、市来紗弥、西野杏美、北田真実、遠藤千尋、山岸奏与香
- MA：浅井佑人、林美蘭、谷山謙二、加々見信吾、阪萌々華、豊田紗佑里、勝本力
- 音効：飯塚優也
- 編成：米川宝、辻慈生
- 宣伝：五色智哉、津久井美樹
- コンテンツビジネス：櫻井健介
- 協力：麻布プラザ、東京オフラインセンター
- 音楽協力：テレビ朝日ミュージック
- 制作協力：UNITED PRODUCTIONS
- 制作スタッフ：當麻敦也、安田大航、張正俊
- 制作進行：朱俊輝
- ディレクター：樋口元明、川島圭太、関根欧介
- チーフディレクター：辻智博
- AP：丸山加奈子
- プロデューサー：北村麻美、加藤卓也、大橋豪（UNITED PRODUCTIONS）、石井一弘（UNITED PRODUCTIONS）
- ゼネラルプロデューサー：久保信広
- 制作：テレビ朝日ビジネスソリューション本部 コンテンツ編成局第2制作部
- 制作著作：テレビ朝日

#### 過去のスタッフ
- 編成：宇喜多宏美、大塚脩平
- 宣伝：古澤琢、栗坂美祐
- 制作スタッフ：佐古七海、佐藤凌也、人見裕司
- プロデューサー︰田村裕行（UNITED PRODUCTIONS）

### パイロット版（そだてれび）
- 企画：佐藤麻衣
- 構成：鈴木おさむ、梅田道人
- 統括：樋口圭介
- 美術：北浦浩一郎
- 美術進行：小川憲昭、朝倉夕貴
- CGプロデュース：横井勝
- CGディレクション：南治樹、田中笙子
- CGデザイン：森泉春乃
- EED：定野正司
- MA：樋口絢佳
- 音効：飯塚優也
- 編成：北田暢子
- 宣伝：樽井勝弘
- 営業：引地夏規、寺田祐樹
- コンテンツビジネス：櫻井健介
- web制作：メディプレ
- 協力：MJ
- 制作協力：UNITED PRODUCTIONS
- 制作スタッフ：武部萌、刀称平翔太
- ディレクター：関根欧介、川島圭太
- 演出：大岩タカユキ
- AP：丸山加奈子、梶原亜季
- プロデューサー：加藤卓也、大橋豪（UNITED PRODUCTIONS）、田村裕行（UNITED PRODUCTIONS）
- ゼネラルプロデューサー：久保信広
- 制作著作：テレビ朝日